# Express
Express – плавуча установка з регазифікації та зберігання зрідженого природного газу (Floating storage and regasification unit, FSRU), споруджена для компанії Excelerate Energy.

## Загальна інформація
Починаючи з 2005-го року Excelerate Energy створила найбільший в світі флот FSRU, при цьому її п’ятим судном цього типу стало Express, яке завершили у 2009-му на південнокорейській верфі  Daewoo Shipbuilding&Marine Engineering.
Розміщена на борту регазифікаційна установка здатна видавати 15,5 млн м3 на добу. Зберігання ЗПГ відбувається у резервуарах загальним об’ємом 150900 м3. 
За необхідності, судно може використовуватись як звичайний ЗПГ-танкер та пересуватись до місця призначення зі швидкістю до 19,2 вузла.

## Служба судна
В зимовий сезон 2009/2010 «Express» щонайменше один раз побувала на терміналі Northeast Gateway, що знаходиться біля узбережжя штату Массачусетс та зазвичай працює лише у періоди сильних морозів, які викликали пікове енергоспоживання.
В 2012-му – першій половині 2015-го установка працювала на аргентинському терміналі у Баїя-Бланка, після чого протягом кількох років її використовували як ЗПГ-танкер.
В зимовий сезон 2018/2019 «Express» знову відвідала Northeast Gateway, при цьому 1 лютого 2019-го він досягнув рекордної продуктивності у 22,6 млн м3 на добу, що забезпечила одночасна робота установок «Express» та «Exemplar».
Не пізніше літа 2019-го «Express» розпочала виконання довгострокового контракту на терміналі Рувайс (Об’єднані Арабські Емірати). Як засвідчують дані геоінформаційних систем, станом на початок березня 2023-го установка все ще перебувала на цьому об’єкті.